# 고쿠부정 (후쿠오카현)
고쿠부정(国分町)은 일본 후쿠오카현 미이군에 있던 정이다. 현재의 구루메시의 일부에 해당한다.

## 역사
- 1889년 4월 1일 - 정촌제 시행에 의해 미이군(御原郡) 고쿠부촌이 성립하였다.
- 1896년 2월 11일 - 미이군(三井郡)이 되었다
- 1922년 8월 1일 - 정으로 승격해 고쿠부정이 되었다.
- 1924년 11월 1일 - 구루메시에 편입해 소멸하였다.

## 교통

### 철도
- 지쿠조 철도

## 참고문헌
- 角川日本地名大辞典 40 福岡県
- 『市町村名変遷辞典』東京堂出版、1990年。